# Convention relative aux transports internationaux ferroviaires
La Convention relative aux transports internationaux ferroviaires (COTIF) est une convention internationale qui est à la base de l'Organisation intergouvernementale pour les transports internationaux ferroviaires (OTIF) dont la mission est d'établir des règles juridiques communes pour le transport international ferroviaire de personnes et de marchandises entre ses États membres. L’Office central des transports internationaux ferroviaires par chemins de fer, créé en 1893, était le prédécesseur de l’actuelle organisation qui existe depuis le 1er mai 1985. La COTIF a été signé le 9 mai 1980.
L’OTIF regroupe 50 États membres, un membre associé et une organisation d’intégration économique régionale (UE) au 1er janvier 2018 et couvre alors plus de 250 000 km de lignes ferroviaires, additionnées des transports complémentaires effectués par voie maritime ou de navigation intérieure, ainsi que par la route.
La Convention initiale fait l'objet d'un amendement et c'est une nouvelle mouture, appelée Convention relative aux transports internationaux ferroviaires dans la teneur du Protocole de Vilnius (COTIF 1999) qui est en vigueur depuis le 1er juillet 2006. Depuis la COTIF 99 a été souvent modifiée.
La COTIF 1999 comprend 7 Appendices en vigueur  :
- Règles uniformes concernant le contrat de transport international ferroviaire des voyageurs (CIV - Appendice A à la Convention) ;

- Règles uniformes concernant le contrat de transport international ferroviaire des marchandises (CIM - Appendice B à la Convention) ;

- Règlement concernant le transport international ferroviaire des marchandises dangereuses (RID - Appendice C à la Convention) ;

- Règles uniformes concernant les contrats d’utilisation de véhicules en trafic international ferroviaire (CUV - Appendice D à la Convention) ;

- Règles uniformes concernant le contrat d’utilisation de l’infrastructure en trafic international ferroviaire (CUI - Appendice E à la Convention) ;

- Règles uniformes concernant la validation de normes techniques et l’adoption de prescriptions techniques uniformes applicables au matériel ferroviaire destiné à être utilisé en trafic international (APTU - Appendice F à la Convention) ;

- Règles uniformes concernant l’admission technique de matériel ferroviaire utilisé en trafic international (ATMF - Appendice G à la Convention).

Chaque État membre de l’organisation peut émettre des réserves ou des déclarations dans le but de ne pas appliquer dans son intégralité, un ou plusieurs de ces Appendices (Article 42 COTIF 1999).